# 忠誠の誓い (アメリカ)
忠誠の誓い（ちゅうせいのちかい、Pledge of Allegiance）とは、アメリカ合衆国への忠誠心の宣誓である。忠誠の誓いはしばしば合衆国の公式行事で暗誦される。アメリカ合衆国議会の会期もまた忠誠の誓いの暗誦で開始される。
現在の「忠誠の誓い」は以下の通りである。
| 「 | I pledge allegiance to the Flag of the United States of America, and to the Republic for which it stands, one Nation under God, indivisible, with liberty and justice for all. （私はアメリカ合衆国国旗と、それが象徴する、万民のための自由と正義を備えた、神の下の分割すべからざる一国家である共和国に、忠誠を誓います） | 」 |

国旗規則により、忠誠の誓いは合衆国国旗に顔を向け、右手を左胸の上に置き、起立して暗誦しなければならないと定められている。私服の場合は、宗教的な物を除くいかなる帽子も取り去り、左胸の上に置かれた右手で左肩の上に掲げなければならない。軍服を着ている場合は無言のまま国旗に顔を向け、軍隊式の敬礼を行う。

## 歴史

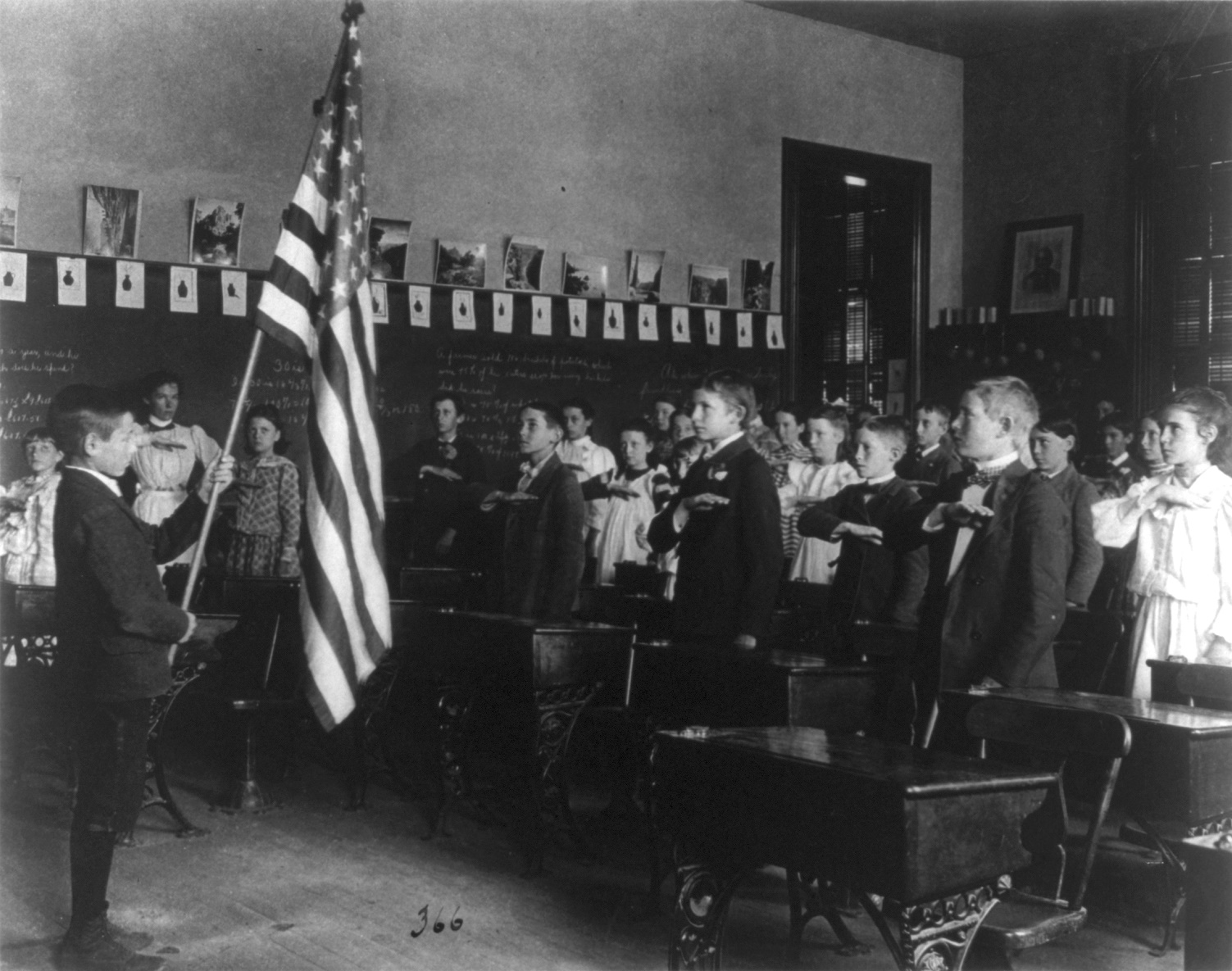
国旗記念日に「忠誠の誓い」を暗誦する学生（1899年）

「忠誠の誓い」は、バプテスト派牧師でありキリスト教社会主義者であったフランシス・ベラミー（社会主義ユートピア作家エドワード・ベラミーのいとこ）により、1892年に起草された。ベラミーの手による最初の「忠誠の誓い」は、人気子供雑誌ユースズ・コンパニオン誌の9月第8号に、クリストファー・コロンブスのアメリカ大陸発見400周年を記念する、全国公立学校コロンブス記念企画の一部として発表された。
ベラミーによる忠誠の誓いは、「I Pledge Allegiance to my Flag and the Republic for which it stands, one nation indivisible with liberty and justice for all.（私は我が国旗と、それが象徴する、万民のための自由と正義を備えた分割すべからざる一国家である共和国に、忠誠を誓います）」という内容だった。
宣誓は簡にして要を得ている事が求められると考え、ベラミーは宣誓を15秒で暗誦出来るように設計した。最初ベラミーは用語「equality（平等）」と「fraternity（同胞愛）」を用いる事を考えていたが、多くの人々が女性と黒人に平等の権利を与えるのに反対していた事から、それらの言葉は余計な議論を呼び起こすと考えた。また、ベラミーは「絶対的な政教分離」を信じていたため、宣誓文の中に「神の下で」(under God)という文言をあえて入れていなかった。
ベンジャミン・ハリソン大統領の発案により、忠誠の誓いはコロンブス・デーの1892年10月12日に公立学校で初めて行われた。この日はイリノイ州シカゴで開催されたシカゴ万国博覧会の開催式の日という点でも重要だった。ベラミーはこの宣誓と全国の子供達の交流は、国家の連帯感の素晴らしい発現であると考えていた。
1923年、合衆国国旗会議は用語「my Flag（我が国旗）」を「the Flag of the United States（合衆国国旗）」と言い換える事を制定した。変更の理由は、移民がどちらの旗に対して宣誓を行っているのかを明確にするためであった。翌年、「of America（アメリカ）」が追加された。合衆国議会は「忠誠の誓い」が公式の国家への宣誓である事を、1942年6月22日に公式に決定した。1954年、ドワイト・アイゼンハワー大統領は、宗教を否定する共産主義の脅威に反応して、"under God"（神の下に）という文言を加えるよう連邦議会に促した。

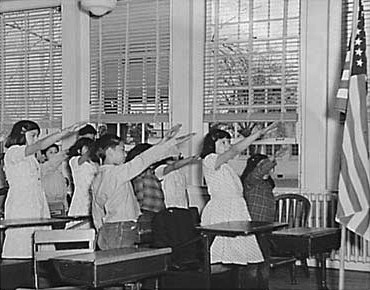
ベラミー式敬礼で国旗への誓いを暗誦する学童

1940年に合衆国最高裁判所は、ミナースヴィル教育委員会対ゴビティス裁判において、国旗への敬礼を偶像崇拝と見なすエホバの証人の子弟であっても、公立学校の生徒に対しては忠誠の誓いの暗誦を強制する判決を下した。この判決が下された際に、エホバの証人に対する集団暴行や脅迫事件が多発した。1943年のウェストバージニア州教育委員会対バーネット裁判で最高裁判所は上の判決を覆し、「強制的な意見の統一」は合衆国憲法修正第1条に照らして違憲であるとの判決を下した。
誓いの暗誦は敬礼と共に行われる。1892年に採用された初期の敬礼はベラミー式敬礼として知られる。ベラミー式では右手を外側に伸ばして掌を上に向ける。この敬礼はやがて掌を下に向けるやり方に変化した。ベラミー式敬礼がナチス式敬礼と似ていた事から、フランクリン・D・ルーズベルト大統領は「忠誠の誓い」と国歌斉唱の際の民間人による敬礼として、ベラミー式の代わりに右手を心臓の上に置く姿勢を制定した。合衆国議会が国旗規則を公式に採用した1942年6月22日から、この敬礼が行われるようになった。